# Marrana di Tor Sapienza-Tor Tre Teste
La marrana di Tor Sapienza-Tor Tre Teste o fosso di Tor Sapienza  è uno dei corsi d'acqua naturali facenti parte del comune di Roma, che sorge sui Colli Albani e bagna le zone di Tor Tre Teste e Tor Sapienza, del quartiere Alessandrino, nonché l'area del Casilino. È un affluente in sinistra idrografica dell'Aniene.

## Storia
Delimitava storicamente la zona chiamata Torron de' Schiavi, che comprendeva l'attuale Tor Tre Teste, e il Quarticciolo.
Le sue acque erano fonte di approvvigionamento per gli antichi casali di Acquabullicante e Abbrugiato.
Inoltre, essa fu necessaria nel medioevo per la realizzazione di uno dei numerosi acquedotti che caratterizzavano la città.
Attraversava un'area prevalentemente paludosa e scarsamente urbanizzata, oggetto di bonifica agli inizi del 1900.

## Oggi
Risulta essere un piccolo corso d'acqua che attraversa le zone di Carcaricola, Torrenova, Giardinetti e Mistica, da dove poi prosegue tramite Tor Sapienza per confluire nell'Aniene nei pressi di Ponte Mammolo.
Nelle vicinanze, in corrispondenza della copertura del Fosso di Santa Maura, sorge oggi il parco di Tor Tre Teste, dove è stato costruito un laghetto artificiale. Parallelamente al corso d'acqua è presente una via chiamata via del Fosso di Tor Tre Teste.
Le due sponde sono collegate da numerosi ponti, che ne consentono un rapido attraversamento.